# 연쇄살인
연쇄살인(連鎖殺人, 문화어: 연쇄살인, serial murder)은 연속적으로 살인 행위를 저지르는 범죄를 말한다. 범인은 주로 계획적으로 범행을 저지르며 일정한 간격으로 살인을 저지르는 공통점을 갖고 있다. 연쇄살인범들은 대부분 PCL-R 테스트에서 높은 점수를 받은 사이코패스에 해당한다. 세계적으로 가장 잔인하고 많은 살인을 저지른 연쇄살인범으로는 1978년부터 남성과 소년들을 살해, 시체와 성애를 벌이거나 인육을 먹는등 엽기적인 행각을 저질러  테드 번디가 꼽힌다. 그의 살인 횟수는 정확하지 않지만 최대 100명 이상 살인을 했던 그의 살인 행위에 대하여 전 세계가 경악하였고 그 이후로 '연쇄살인'이라는 용어가 사용되기 시작하였다.

## 같이 보기
- 연속살인
- 사이코패스
- 연쇄살인범